# Audi 5 Serie DTM
Der Audi RS 5 DTM (interner Produktionsname „R17“) ist ein Prototyp-Rennwagen des deutschen Automobilfabrikanten Audi auf Basis des Audi RS5, der zur ausschließlichen Verwendung in der DTM konstruiert wurde und dort seit 2012, in der er noch als Audi A5 DTM bezeichnet wurde, antritt. Der A5 DTM löste den A4 DTM ab, der zwischen 2004 und 2011 mit Mattias Ekström, Timo Scheider und Martin Tomczyk insgesamt fünf Meistertitel einfuhr.

## Technik
Angetrieben wurde der RS 5 DTM in der Saison 2012 bis 2018 von einem nicht aufgeladenen V8-Motor mit 4,0 Litern Hubraum und 340 kW (≈ 460 PS), der ein maximales Drehmoment von mehr als 500 Nm abgeben kann. Seit der Saison 2019 erfolgt der Antrieb über einen Reihen-4-Zylinder-Motor mit 2,0 Litern Hubraum und Turboaufladung, der 610 PS (455 kW) und über 650 Nm leistet. Mittels Push-to-pass-Funktion können die Fahrer kurzfristig 30 PS zusätzlich abrufen. Der Motor treibt über ein Schaltgetriebe mit sechs Vorwärtsgängen die Hinterräder an. Der Prototyp hat ein Fahrgestell in Schalenbauweise (Monocoque) aus CFK mit integriertem 120-Liter-Kraftstofftank. Alle Rennwagen der DTM sind Serienfahrzeugen nachempfunden, so sieht der RS 5 DTM aus wie ein Audi A5. Wie einige andere Fahrzeugsysteme ist auch die Bremsanlage mit keramischen Bremsscheiben für alle DTM-Rennwagen gleich.
Seit der Saison 2013 ist der Wagen, genau wie die anderen Fahrzeuge der DTM, mit einem Drag Reduction System (DRS) ausgerüstet.

### Reifen
Die Bereifung lieferte ausschließlich Hankook Tire. Im Vergleich zur Saison 2011 wurden die Reifen vergrößert. Der Vorderreifen ist 300 mm breit und hat einen Durchmesser von 680 mm, der Hinterreifen ist 320 mm breit und hat 710 mm Durchmesser. Für zusätzlichen Abtrieb haben die Reifen Flügelelemente an den Seitenwänden. Die 18-Zoll-Felgen (vorne zwölf und hinten dreizehn Zoll breit) sind ebenfalls Einheitsbauteile.

## Teams und Fahrer

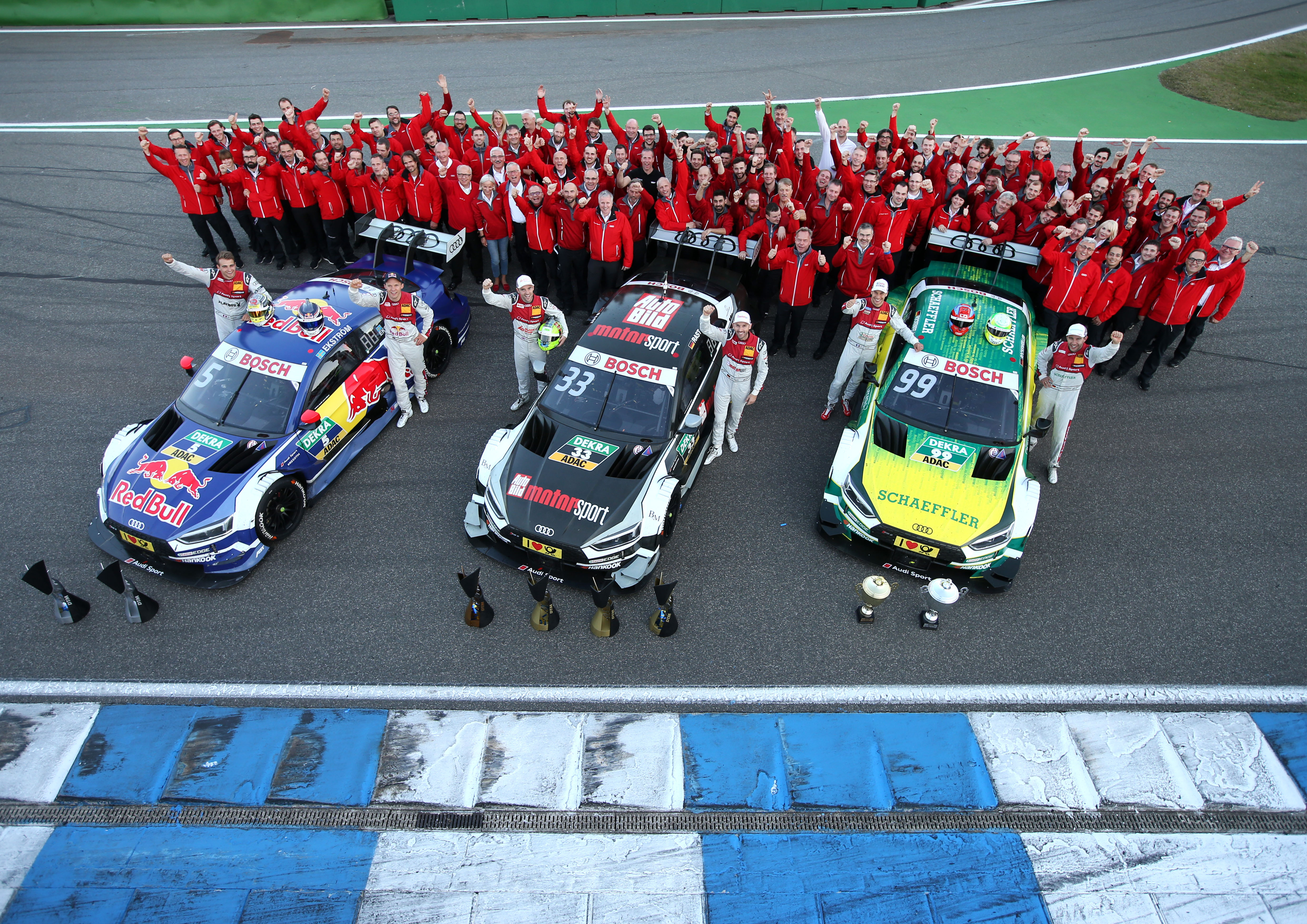
Meisterfeier 2017

In der DTM-Saison 2012 traten acht Fahrer für drei Teams an. Mattias Ekström, Rahel Frey, Timo Scheider und Adrien Tambay starten für Abt Sportsline. Phoenix Racing trat mit Miguel Molina und Mike Rockenfeller an. Filipe Albuquerque und Edoardo Mortara starteten für das Team Rosberg.
In der DTM-Saison 2013 traten acht Fahrer für vier Teams an. Ekström und Jamie Green starten für Abt Sportsline, Rockenfeller und Molina für Phoenix Racing, Scheider und Tambay für das Audi Sport Team Abt, Albuquerque und Mortara für das Team Rosberg.
Auch in der Saison 2014 traten acht Fahrer für vier Teams an. Im Fahrerkader gab es eine Änderung, Albuquerque wechselte in die United SportsCar Championship und wurde durch Nico Müller ersetzt.

## Galerie

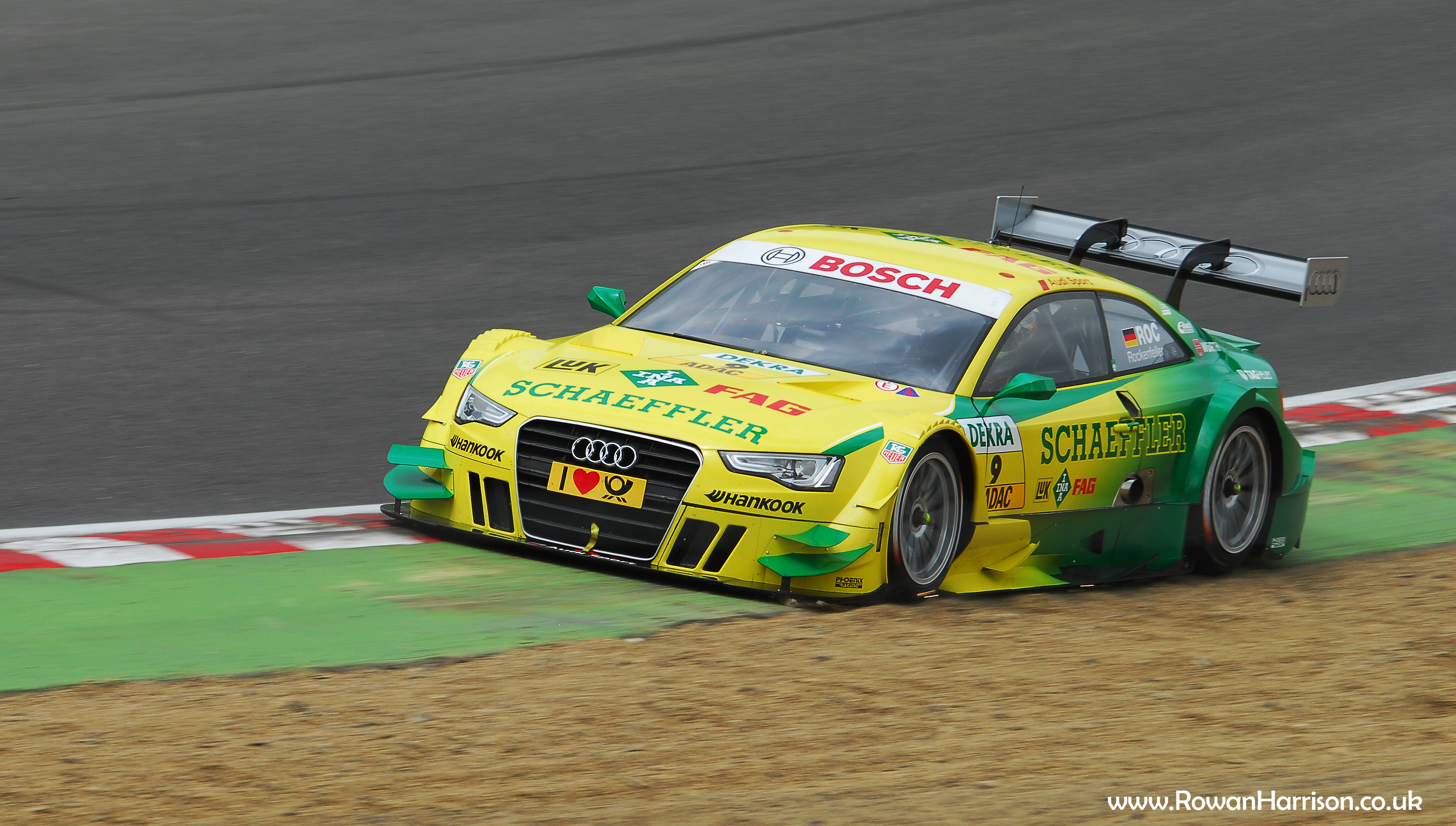
2012 A5 DTM (Mike Rockenfeller)
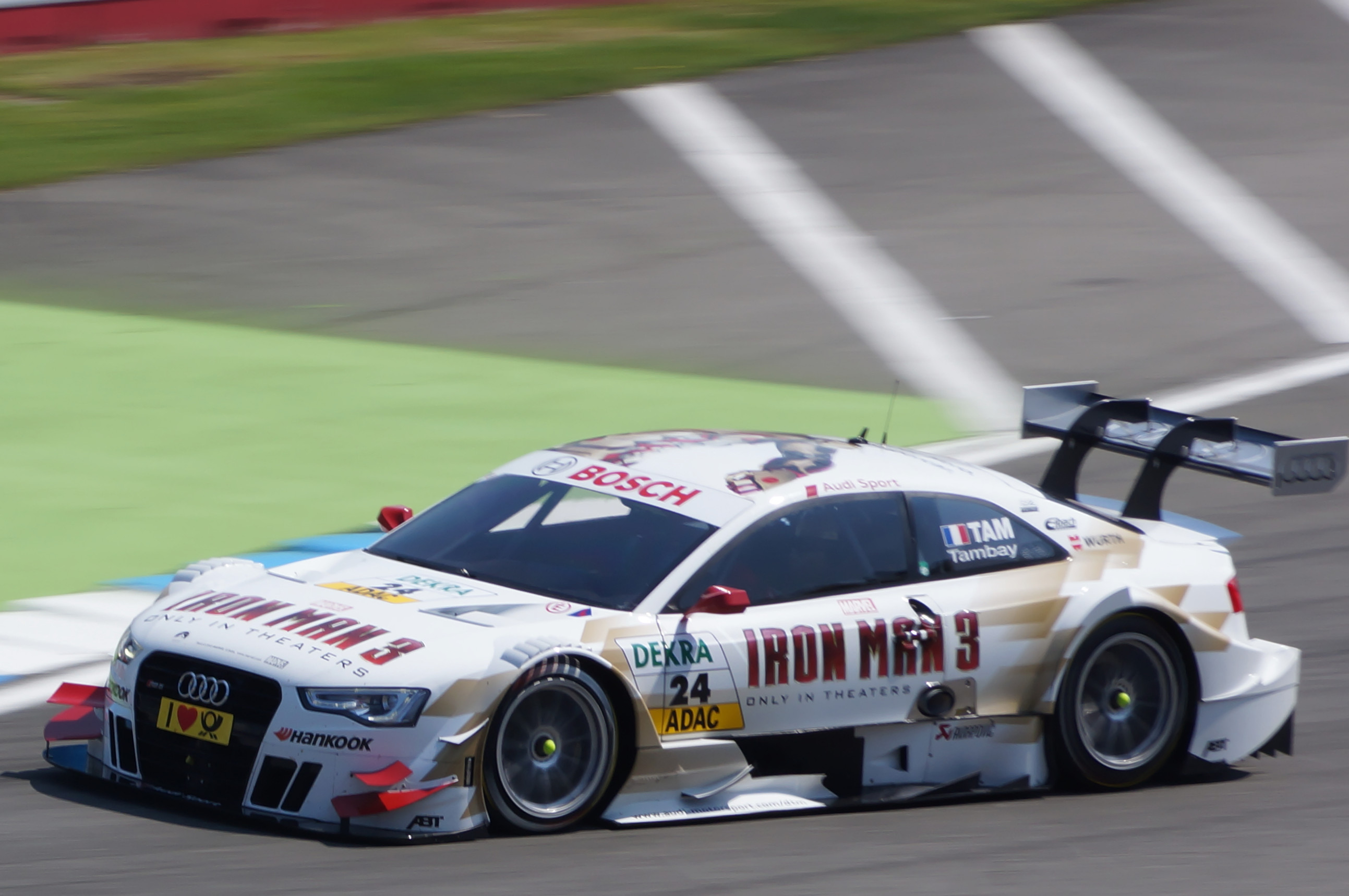
2013 RS5 DTM (Adrien Tambay)
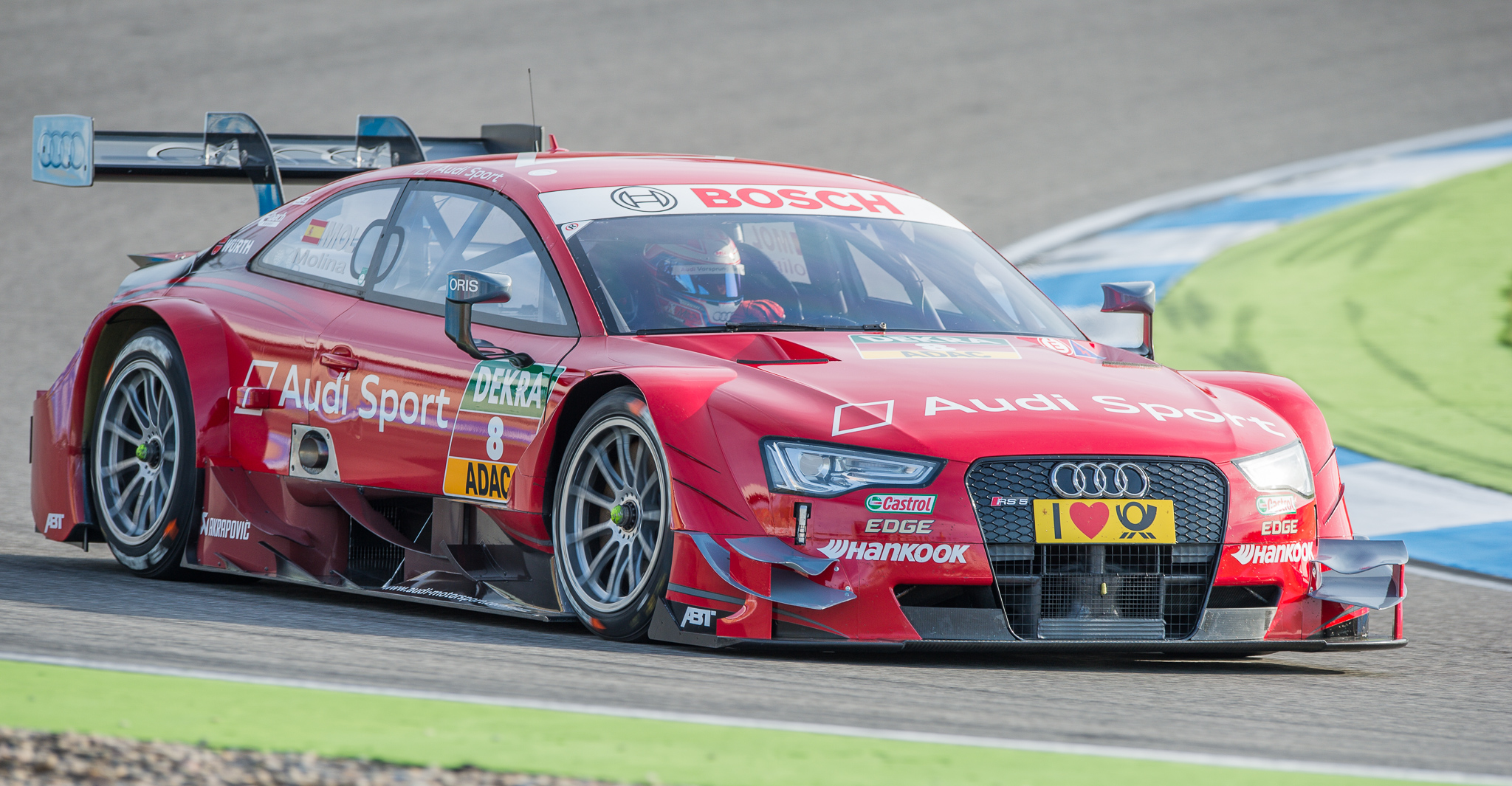
2014 RS5 DTM (Miguel Molina)
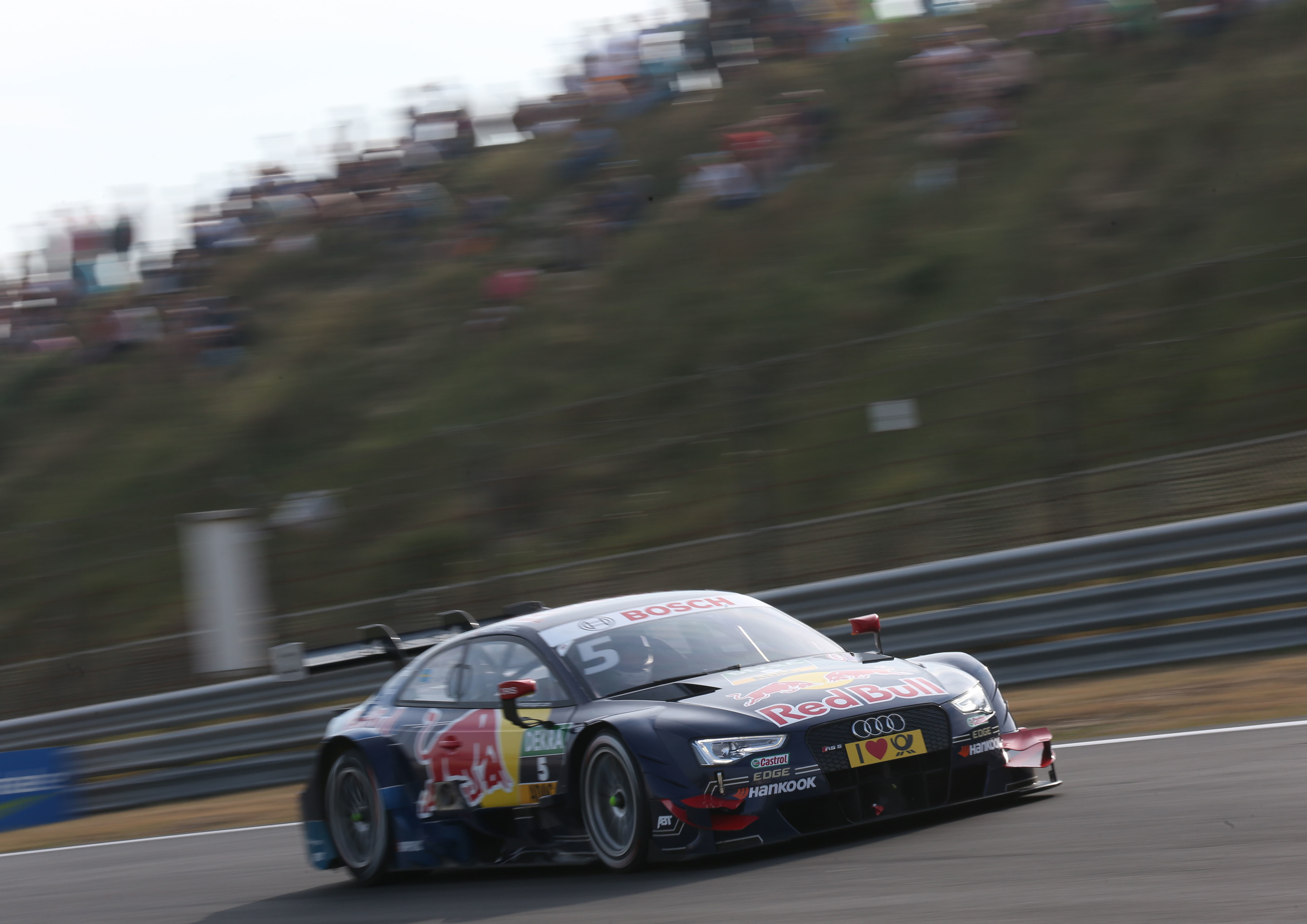
2015 RS5 DTM (Mattias Ekström)
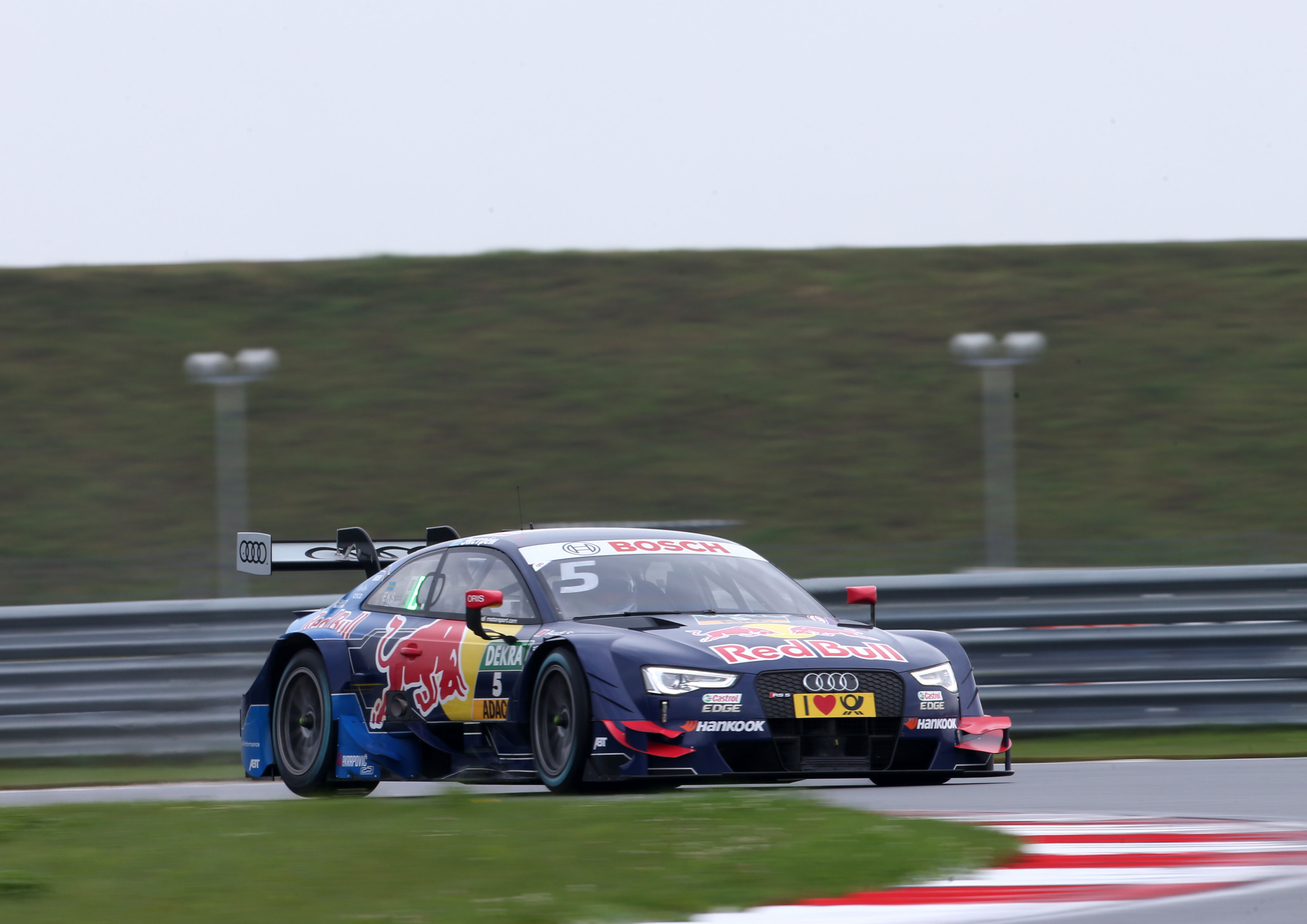
2016 RS5 DTM (Mattias Ekström)

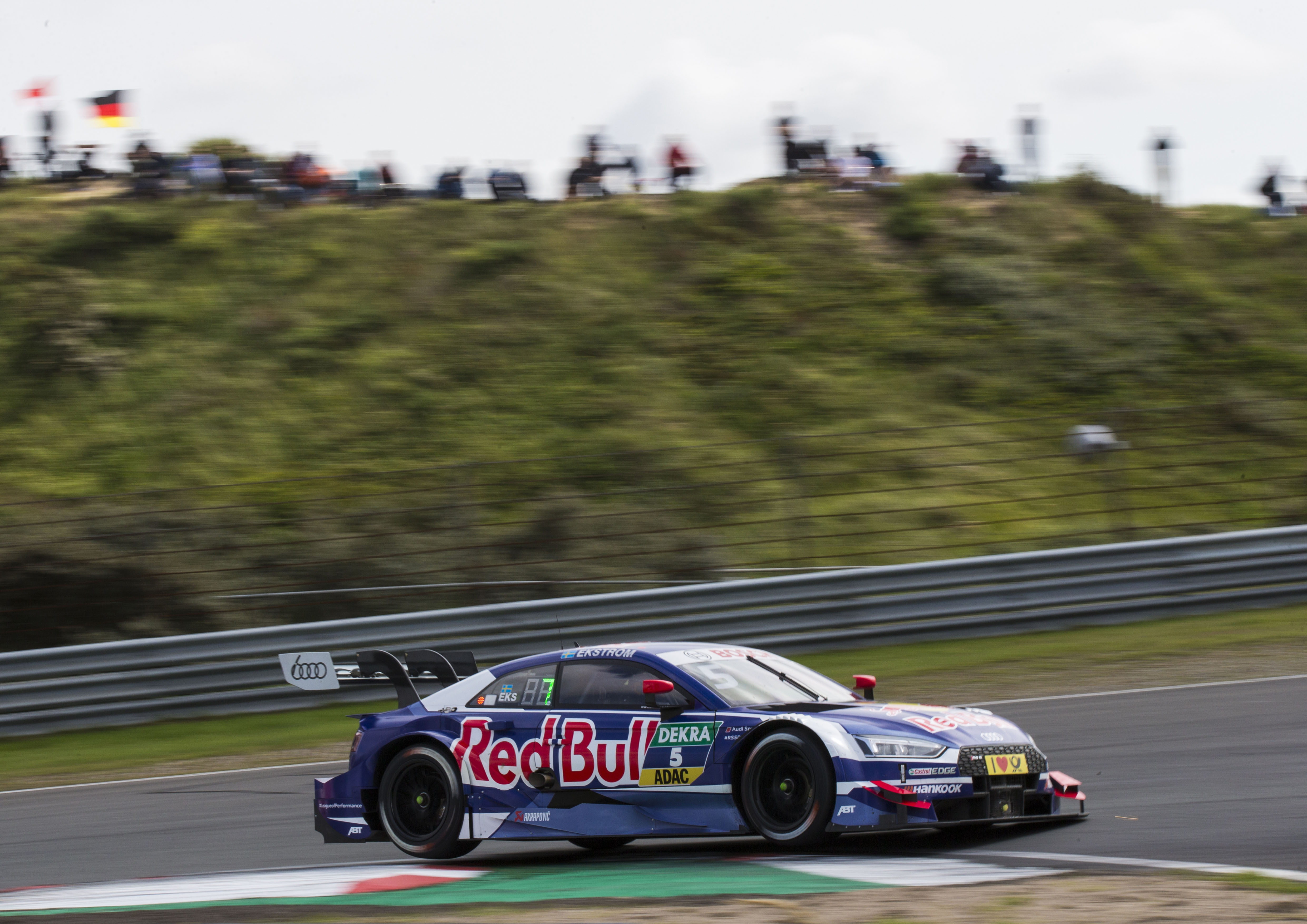
2017 RS5 DTM (Mattias Ekström)
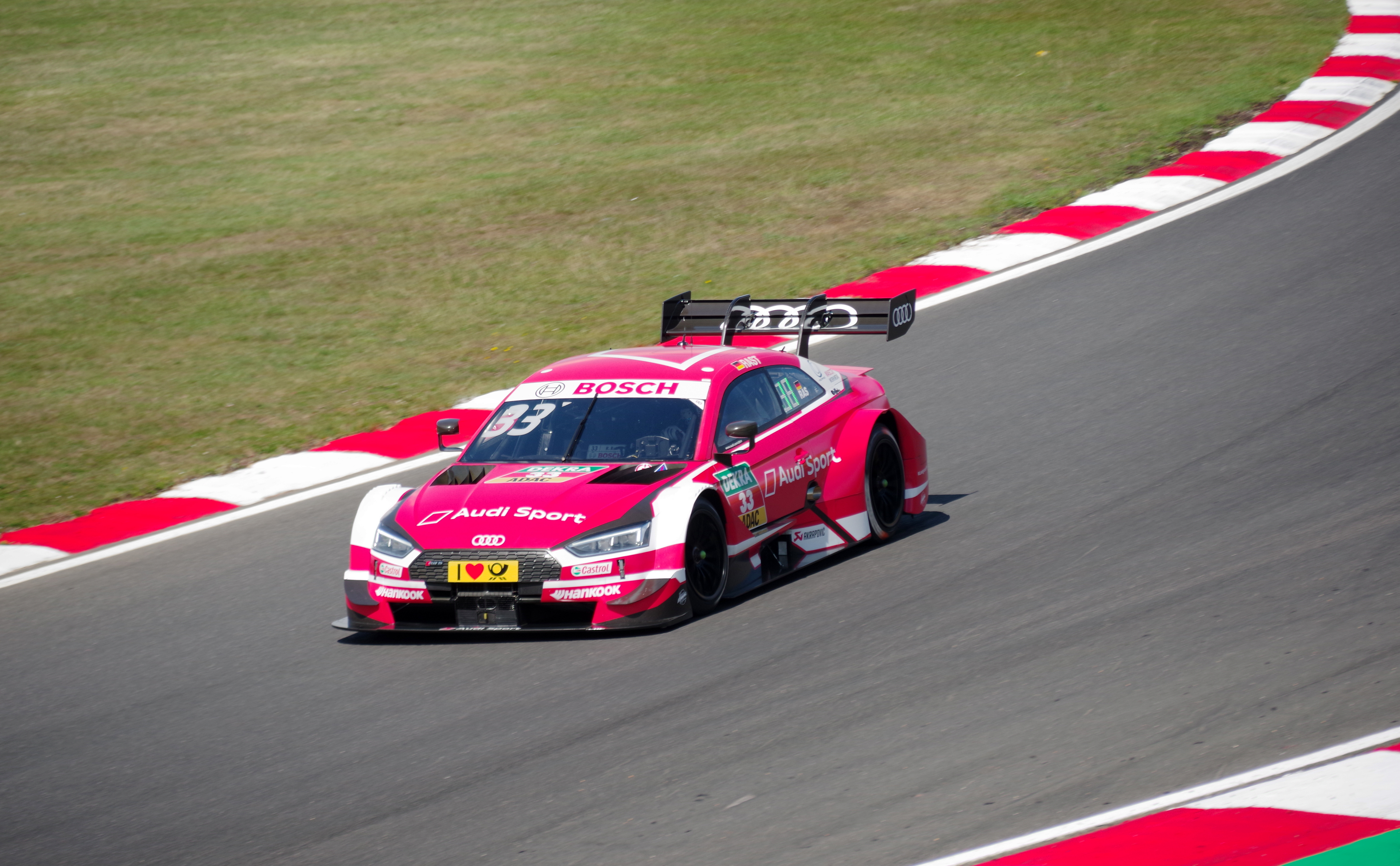
2018 RS5 DTM (René Rast)
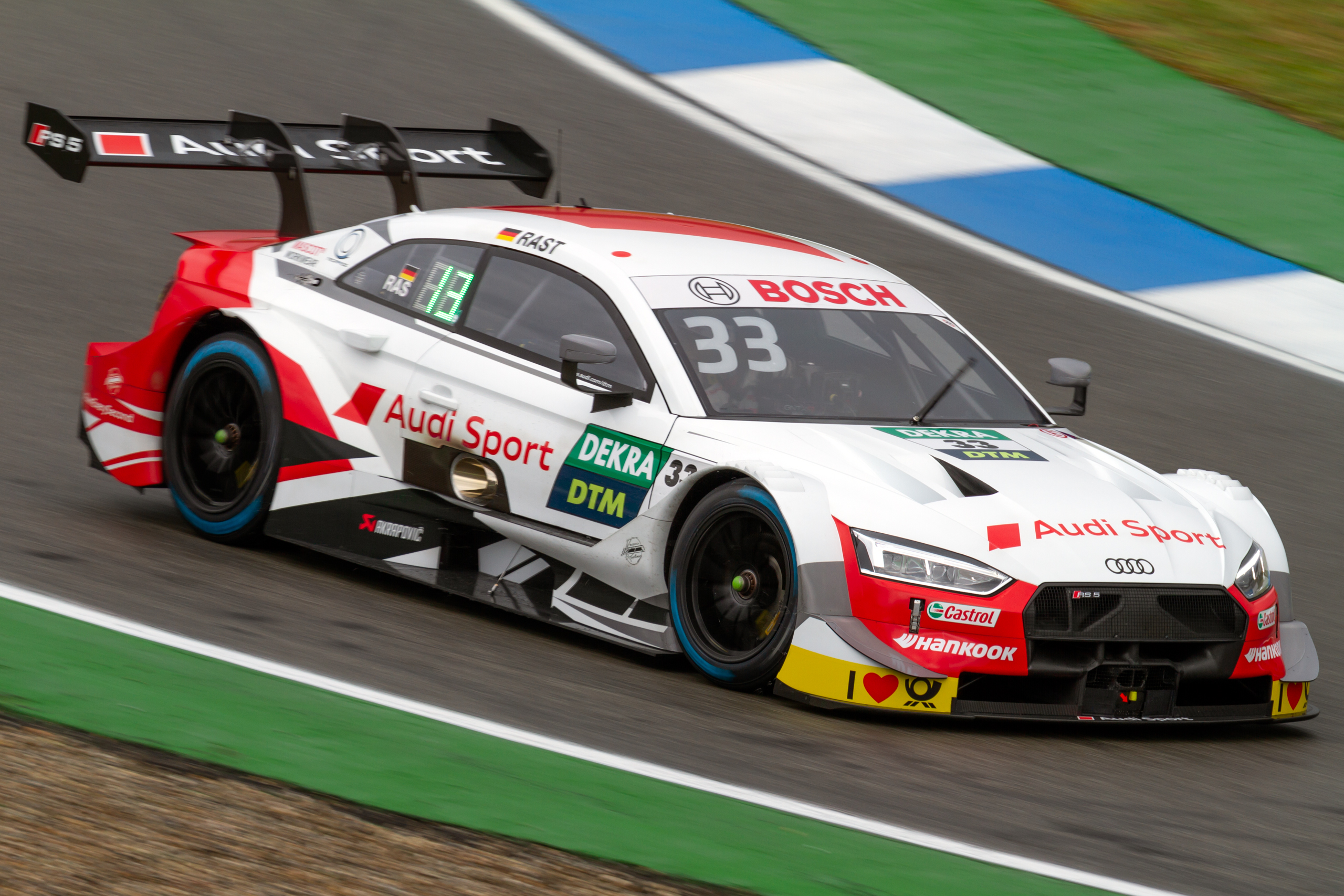
2019 RS5 DTM (René Rast)